# John Bollinger
Pour les articles homonymes, voir Bollinger.
John A. Bollinger (né le 27 mai 1950) est un analyste financier américain et créateur des bandes de Bollinger, un outil d'analyse technique largement utilisé dans le trading pour évaluer la volatilité des marchés et identifier les opportunités d'achat et de vente. Diplômé en photographie et en cinéma, il s'oriente vers la finance et acquiert une renommée dans les années 1980 en développant cet indicateur basé sur des moyennes mobiles, visant à anticiper les fluctuations des cours et à affiner les décisions d’investissement.
Outre les bandes de Bollinger, il a contribué de manière significative à la formation et à l'éducation des investisseurs en publiant plusieurs ouvrages et en développant des ressources éducatives sur l'analyse technique. Reconnu pour son expertise en matière de volatilité et de gestion des risques, il reste une figure influente dans le domaine de la finance, et son indicateur continue d'être largement utilisé par les traders et analystes à travers le monde.

## Biographie
John Bollinger naît en 1950 à Montpelier dans le Vermont. Il obtient son diplôme en photographie et cinéma de la School of Visual Arts de New York en 1972 puis travaille comme directeur de la photographie durant les années 1970. Il commence sa carrière comme analyste financier à Wall Street au début des années 1980. En 1983, alors qu'il travaille pour Financial News Network (en) (maintenant CNBC), il développe les bandes de Bollinger, un outil d'analyse technique qui deviendra l'une de ses contributions majeures au domaine. En 1987, il fonde Bollinger Capital Management, une société de gestion d'investissements basée à Manhattan Beach en Californie. La société se spécialise dans la gestion de portefeuilles d'actions et d'options pour des clients institutionnels et privés.
Parallèlement à ses activités de gestion, il devient un auteur et conférencier reconnu dans le domaine de l'analyse technique. Il publie plusieurs ouvrages de référence, dont Bollinger on Bollinger Bands (2001), qui expose en détail sa méthodologie d'analyse des marchés financiers. Il intervient régulièrement comme expert sur les chaînes financières américaines et internationales. Au fil des années, ses contributions à l'analyse technique lui valent plusieurs distinctions. Il reçoit notamment le Market Technicians Association Award en 1995 pour sa contribution exceptionnelle à l'analyse technique. Aujourd'hui, il continue de diriger Bollinger Capital Management tout en poursuivant ses recherches sur les marchés financiers. Il est particulièrement actif dans le développement de nouveaux indicateurs techniques et l'application de l'intelligence artificielle à l'analyse des marchés.

## Bandes de Bollinger
Les bandes de Bollinger sont des intervalles tracées sur un graphique de prix qui définissent les hauts et les bas sur une base relative. Bollinger commence à développer ce concept au début des années 1980. Il trade des options à l'époque et une grande partie de ses analyses implique la volatilité. À l'époque, des bandes de trading à largeur fixe sont en usage. La contribution de Bollinger est d'utiliser la volatilité de l'écart type pour rendre les bandes de trading adaptatives.
Lorsque Bollinger introduit pour la première fois le concept au public sur Financial News Network (en), elles n'ont pas de nom. Pendant le programme, l'intervieweur pointe les bandes et demande ce qu'elles sont ; Bollinger répond « Appelons-les Bandes de Bollinger ».

## Membre de
- CFA Institute (en)
- Technical Securities Analysts Association
- CMT Association (en)

## Ouvrage
- Bollinger on Bollinger Bands, 2001